# Lois Wilson (militante)
Pour les articles homonymes, voir Wilson et Lois Wilson.
Lois Wilson, née Burnham le 4 mars 1891, morte le 6 octobre 1988 et aussi connue sous le nom de Lois W., était la cofondatrice d'Al-Anon, un groupe de soutien pour les amis et la famille d'alcooliques. Elle était la femme du cofondateur d'Alcooliques anonymes Bill W. (en). Ils suivaient tous les deux la tradition de l'anonymat dans chacun de leur groupe respectif jusqu'à la mort de Bill en 1971, quand le New York Times a mentionné son nom complet et l'a identifié comme cofondateur des AA en rompant ainsi l'anonymat de Lois. Toutefois, elle a continué à être connue sous le nom de Lois W. au sein d'Al-Anon jusqu'à sa mort en 1988.

## Biographie

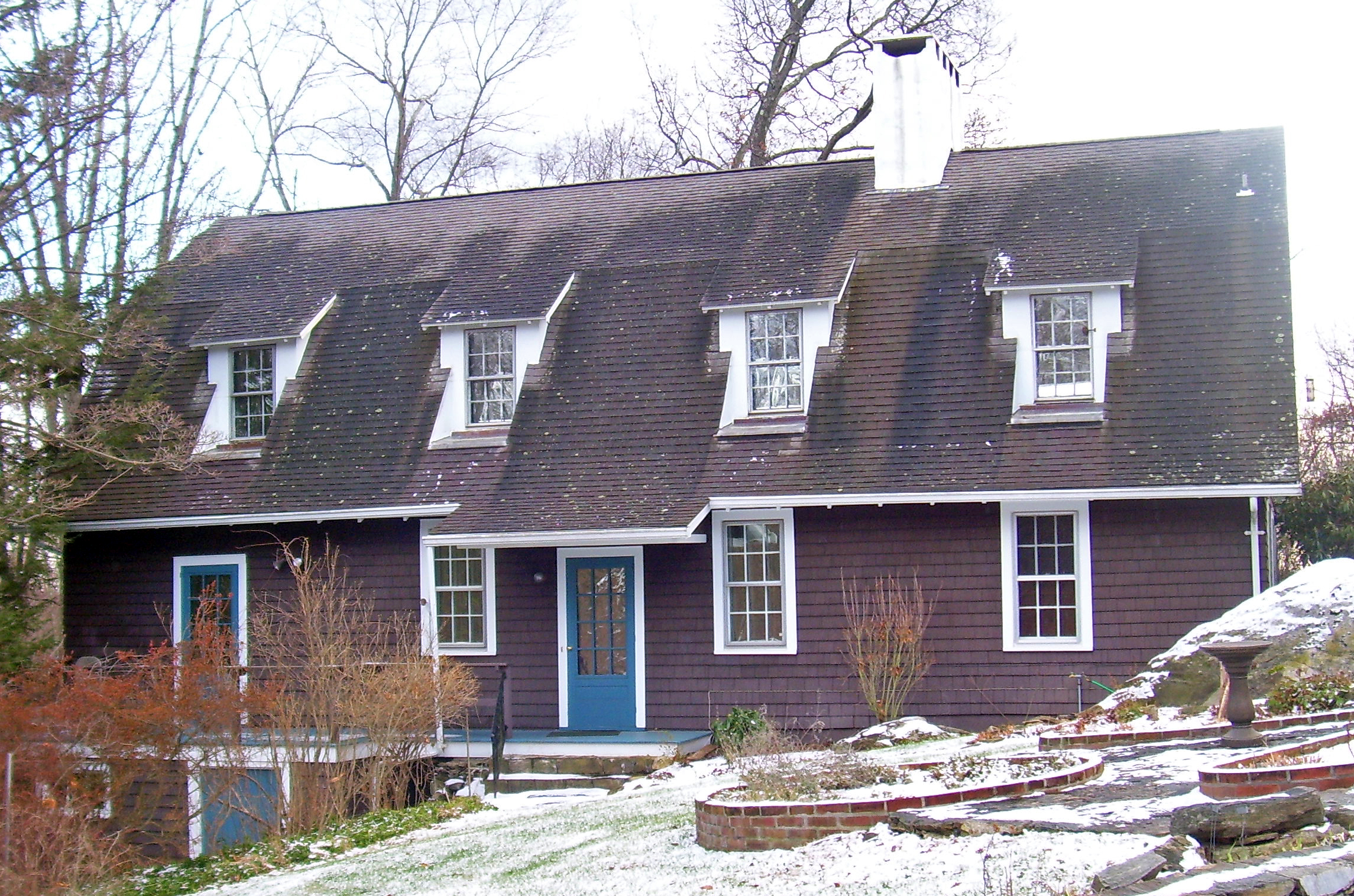
Stepping Stones à Katonah, où elle a cofondé Al-Anon.

Lois est l'aînée de six enfants de Clark Burnham et de son épouse Matilda Spelman. Son père pratiquait la chirurgie dans Brooklyn Heights, à New York. Petite-fille d'un pasteur Swedenborgian, elle est élevée dans cette foi. Elle est une petite cousine de l'architecte du Flatiron Building, à New York, Daniel Burnham. Elle va au jardin d'enfants du Pratt Institute, puis dans une Friends School. Elle obtient son diplôme au Packer Collegiate Institute, à Brooklyn, avec une spécialisation dans les beaux-arts. Elle a un talent pour le dessin, et plus tard est devenue décoratrice d'intérieur. Après l'obtention de son diplôme elle travaille pour la YWCA (Young Women's Christian Association), et plus tard enseigne dans une école à Short Hills, New Jersey (en),.
La famille Burnham a pour habitude de passer tous ses étés dans le Vermont, où le Dr Burnham fournit des soins médicaux aux vacanciers de passage. Rogers Burnham, un frère cadet de Lois, se lie d'amitié avec un garçon des environs nommé Bill Wilson. Lois et Bill ne sont alors que des adolescents lorsqu'ils tombent amoureux. Ils se marient en 1918 alors que Bill est engagé dans l'Armée, peu de temps avant qu'il soit envoyé en Europe. Pendant son absence, Lois travaille comme ergothérapeute. Après son retour, le couple veut fonder une famille, mais après plusieurs fausses couches on l'informe qu'une grossesse serait dangereuse pour elle voire impossible. Leurs tentatives d'adopter des enfants sont infructueuses.
Son mariage à Bill W. commence à se dégrader en raison de la combinaison d'une série de fausses couches et de son problème avec l'alcool. Lois entreprend de travailler sur un programme qui aiderait les familles de personnes alcooliques après que Bill subit une désintoxication et fonde les AA (Alcooliques anonymes). Son travail conduit à la création de Al-Anon, bien que ce n'était pas le premier programme de ce genre.
Son autobiographie, Lois Remembers, a été publiée en 1979.
Elle est morte en 1988 à l'âge de 97 ans. Comme elle n'avait pas d'enfants, elle laisse sa maison (Stepping Stones (en)) à Bedford Hills qu'elle et Bill possédaient depuis 1941 à la Fondation Stepping Stones. Elle est listée sur le Registre national des lieux historiques et devient un lieu de pèlerinage pour les membres des organisations en douze étapes.
Un téléfilm basé sur sa vie, Quand l'amour ne suffit plus : L'Histoire de Lois Wilson (When Love Is Not Enough: The Lois Wilson Story) avec comme actrice Winona Ryder dans le rôle de Lois Wilson, est diffusé le 25 avril 2010 lors du Hallmark Hall of Fame (en) sur CBS. Le film est basé sur le livre du même nom écrit par William G. Borchert (en), auteur du scénario du téléfilm de 1989 My Name is Bill W. (en), basé sur l'histoire de Bill Wilson, fondateur des Alcooliques anonymes.

### À la télévision
- Quand l'amour ne suffit plus : l'histoire de Lois Wilson (2010) (TV), réalisé par : John Kent Harrison ; acteurs : Winona Ryder (Lois Wilson), Barry Pepper (Bill Wilson).